# Kerstin Linden
Kerstin Linden (* 24. August 2008) ist eine schwedische Schauspielerin.

## Leben und Karriere
Linden wurde am 24. August 2008 geboren. Ihr Debüt gab sie 2020 in dem Theaterstück Vakten vid Rhen. Von 2020 bis 2021 war sie in der Fernsehserie Labyrint zu sehen. Im Jahr 2021 spielte sie eine Rolle in dem Film Utvandrarna. 2022 übernahm sie eine Hauptrolle in der schwedischen Weihnachtsserie Kronprinsen som försvann, in der sie die Figur der Hilda verkörperte. Zudem wirkt sie im Nachfolger Kronprinsen och tyrannens återkomst mit, der 2025 veröffentlicht wird. 
Seit 2024 spielt Kerstin Linden die Hauptrolle der Ronja in der Serienverfilmung von Ronja Räubertochter.

## Filmografie
Filme
- 2021: Utvandrarna

Serien
- 2020: Labyrint: Los och Lupus (10 Folgen)
- 2021: Labyrint: Daidalos hevn (8 Folgen)
- 2022: Kronprinsen som försvann (24 Folgen)
- 2024: Ronja Räubertochter (12 Folgen)

## Theater
- 2020: Vakten vid Rhen